# Вињола (Комо)
Вињола (итал. Vignola) је насеље у Италији у округу Комо, региону Ломбардија.
Према процени из 2011. у насељу је живело 521 становника. Насеље се налази на надморској висини од 297 м.